# Ingrid Grant
Ingrid Grant (* 16. Oktober 1964 in Haddington) ist eine ehemalige britische Skirennläuferin.

## Karriere
Grant wuchs in Aviemore, wohin sie mit ihrer Familie im Alter von vier Jahren gezogen war, auf. Mit dem Skisport kam sie bereits während ihrer Schulzeit in Berührung. 1985 nahm sie erstmals an Alpinen Skiweltmeisterschaften teil. Bei den Wettkämpfen in Santa Caterina Valfurva erreichte sie in der Kombination Rang 26, in der Abfahrt erreichte sie den 32. Platz.
1988 nahm sie zum ersten und einzigen Mal an Olympischen Winterspielen teil. Allerdings konnte sie bei drei Starts keine Zielankunft verbuchen. Im Riesenslalom schied sie aus, in der Abfahrt und der Alpinen Kombination war sie zwar gemeldet, trat jedoch nicht zum Start an.
Ihren größten Erfolg feierte sie 1991 bei der Winter-Universiade in Sapporo als sie die Bronzemedaille in der Abfahrt gewinnen konnte.
Heute lebt sie als Pferdezüchterin in der Nähe von Aviemore.

## Erfolge

### Olympische Winterspiele
- Calgary 1988: DNF Riesenslalom, DNS Abfahrt, DNS Alpine Kombination

### Weltmeisterschaften
- Santa Caterina 1985: 26. Kombination, 32. Abfahrt

### Universiade
- Sapporo 1991: 3. Abfahrt